# Alva Colquhoun
Alva Merlin Colquhoun (* 28. Februar 1942 in Brisbane) ist eine ehemalige australische Schwimmerin. Sie gewann bei den Olympischen Spielen 1960 in Rom eine Silbermedaille und bei den British Empire and Commonwealth Games 1958 in Cardiff je eine Gold-, Silber- und Bronzemedaille.

## Sportliche Karriere
Alva Colquhoun war bereits bei den Olympischen Spielen 1956 in Melbourne als Ersatzschwimmerin für die 4-mal-100-Meter-Freistilstaffel benannt, kam aber nicht zum Einsatz. Zwei Jahre später erreichte sie bei den British Empire und Commonwealth Games den Endlauf über 110 Yards Freistil. Mit Dawn Fraser, Lorraine Crapp und Alva Colquhoun standen drei Australierinnen auf dem Siegertreppchen. Die australische 4-mal-110-Yards-Lagenstaffel in der Besetzung Gerganiya Beckitt, Barbara Evans, Beverley Bainbridge und Alva Colquhoun erschwamm die Silbermedaille hinter der englischen Staffel. Schließlich siegte die australische 4-mal-110-Yards-Freistilstaffel mit Colquhoun, Fraser, Crapp und Sandra Morgan.
Einen Monat vor den Olympischen Spielen 1960 stellten Dawn Fraser, Alva Colquhoun, Ilsa Konrads und Lorraine Crapp in 4:16,2 Minuten einen neuen Weltrekord in der 4-mal-100-Meter-Freistilstaffel auf. Bei den olympischen Schwimmwettbewerben in Rom qualifizierten sich Sandra Morgan, Alva Colquhoun, Ruth Everuss und Lorraine Crapp in 4:17,6 Minuten mit der schnellsten Vorlaufzeit für den Endlauf. Im Finale schwammen Dawn Fraser, Ilsa Konrads, Lorraine Crapp und Alva Colquhoun in 4:11,3 Minuten fast fünf Sekunden schneller als beim Weltrekord, erhielten aber nur die Silbermedaille, weil die Staffel aus den Vereinigten Staaten den Weltrekord auf 4:08,9 Minuten herunterdrückte.